# Брындзэ, Димитрие
Димитрие Брындзэ (рум. Dimitrie Brândză; 1846—1895) — учёный-ботаник, считающийся основателем румынской ботаники.

## Биография
Димитрие Брындзэ родился в Бухаресте 10 (22) октября 1846 года в семье мясника Георге Брындзэ молдавского происхождения. Вместе с братьями Александру и Константином начальное образование получал на дому у поляка Владимира Ханского, бежавшего в Молдавию вследствие революции в Галиции.
Под влиянием геолога Григоре Кобэлческу Брындзэ стал изучать биологию. В 1864 году поступил в Парижский университет, где посещал лекции известного ботаника Эрнеста-Анри Байона, ставшего его близким другом. Уже в 1866 году Брындзэ получил в Сорбонне учёную степень по ботанике. В 1869 году Байон назвал в честь Брындзэ монотипный род растений Brandzeia, представляющий флору бобовых Мадагаскара.
Димитрие Брындзэ был основателем Бухарестского ботанического сада, теперь носящего его имя, а также Ботанического института в Бухаресте и Музея естественной истории под эгидой Румынской академии. Член Румынской Академии.
Брындзэ скончался 3 (15) августа 1895 года.
Димитрие Брындзэ оставил обширный гербарий и рукопись монографии флоры Добруджи. В 1898 году она была издана С. Стефанеску. Гербарий же был полностью уничтожен во время Второй мировой войны.

## Некоторые научные работы
- Brândză, D. Vegetațiunea Romaniei. — 1880. — 84 p.
- Brândză, D. Vegetațiunea Dobrogei. — 1884. — 44 p.
- Brândză, D. Flora Dobrogei. — 1898. — 490 p.

## Роды растений, названные в честь Д. Брындзэ
- Brandzeia Baill., 1869